# Кейп-Крос

Кейп-Крос (англ. Cape Cross, афр. Kaap Kruis, нім. Kreuzkap) — мис на південно-західному узбережжі Африки, в Намібії, на відстані 1000 миль від південного краю материка. Околиці мису відомі як одно з найбільших у світі лежбищ капських морських котиків, є заповідником і має популярність у туристів. Також на мисі розташована точна копія падрану, встановленого в 1485 році експедицією Діогу Кана, португальського мореплавця, що відкрив ці місця для європейців; оригінальний падран, на честь якого мис і дістав свою назву (тобто Мис Хреста), зберігається в Португалії.

## Фототека

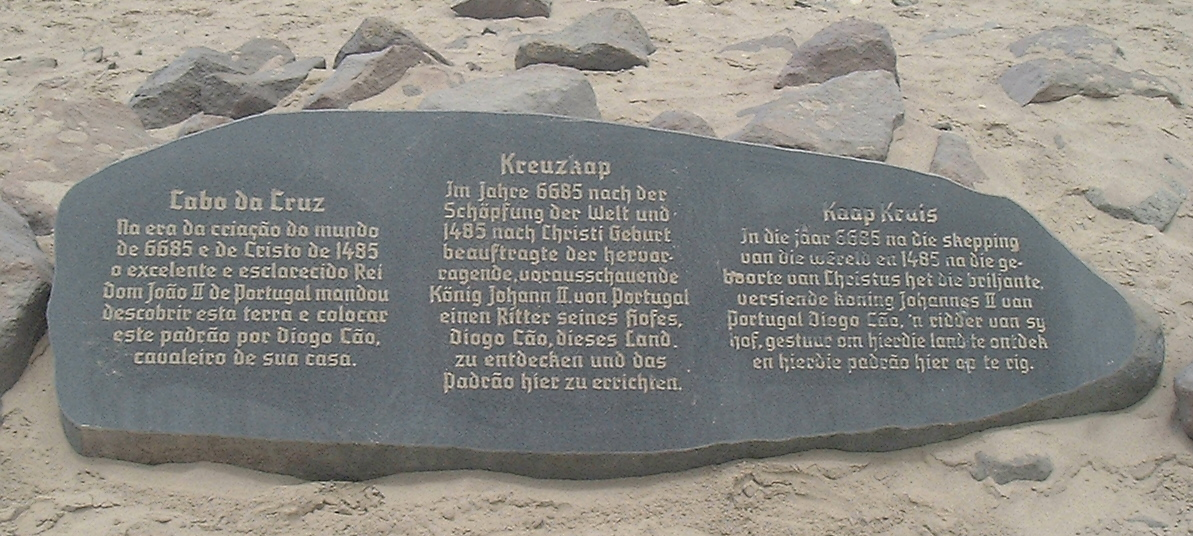
Меморіал
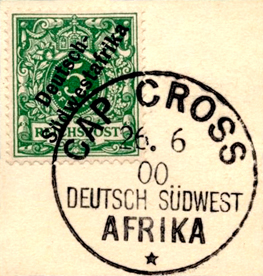
Марки для Німецької Південно-західної Африки зі штемпелем Кейп-крос 1900

## Ресурси Інтернету
- Атлантичне узбережжя Намібії[недоступне посилання з квітня 2019]